# Ján Mallý-Dusarov
Ján Mallý-Dusarov (Skalica, 26 agosto 1829 – Esztergom, 19 settembre 1902) è stato un presbitero, patriota, editore e giornalista slovacco. Adottò gli pseudonimi di Ivan Dusarov, Ľudomil Slanický.

## Biografia
Nacque da Ján Malÿ, un contadino, e da sua moglie Katarína, nata Svatošová. Frequentò le scuole di Skalica fino al ginnasio inferire, poi proseguì gli studi a Presburgo, l'odierna Bratislava. Fu insegnante nelle scuole superiori. Studiò filosofia a partire dal 1846 a Trnava, ove fece la conoscenza di Jozef Karol Viktorin. Come teologo era coinvolto nella vita ecclesiastica e nazionale. Studiò teologia tra il 1850 e il 1852 a Vienna, al Pazmaneum. Padroneggiava diverse lingue: latino, ebraico, ungherese, tedesco, francese, inglese. Seguiva le vicende nazionali sulla stampa europea, potendole così valutare da una prospettiva più ampia.
Fu ordinato presbitero il 6 settembre 1852, quindi fu cappellano a Banská Štiavnica. Nel 1856 tornò a Vienna per terminare gli studi, con una tesi di dottorato sul tema: Sinodi ecclesiastici nel regno d'Ungheria dal tempo di Santo Stefano fino alla morte del re Koloman, ossia negli anni 1000-1114 e nel 1858 ottenne il dottorato in teologia. Fu professore al Pazmaneum di Vienna e nel 1859 divenne professore del Theresianum, l'istituto di scienze diplomatiche, e ricoprì l'incarico di cappellano di corte della famiglia Coburgo, dove fu incaricato dell'istruzione del futuro zar bulgaro Ferdinando I di Bulgaria. 
Il 4 agosto 1861 partecipò all'assemblea della Matica slovenská, di cui fu uno dei fondatori. Nel 1864 pubblicò quattro volumi per la collana La vie di Dio nella vita umana. Fu anche editore di libri di altri autori. Negli anni 1866-1867 pubblicò la Biblioteca economica e industriale con istruzioni pratiche per l'agricoltura, mentre numerose sue opere drammatiche rimasero manoscritte. Insieme a Michal Chrástek, Andrej Radlinský e Ján Palárik fondò la rivista Cyril e Metod. Scrisse il saggio Čo treba robiť za úniu katolíkom a evanjelikom ("Che cosa bisogna fare per l'unione di cattolici ed evangelici"). Nel 1890 pubblicò a Esztergom la Storia sacra dell'Antico Testamento della Sacra Scrittura, in latino. Divenuto canonico di Esztergom curò la Sacra Scrittura per l'edizione in slovacco della Società di Sant'Adalberto. Nel 1889 predicò in occasione della consacrazione della chiesa restaurata dell'abbazia di Hronský Beňadik e la sua omelia fu data alle stampe.
La sua visione e conoscenza delle lingue straniere gli permisero di svolgere un ruolo importante nel Risorgimento slovacco: appartenne alla corrente politica della Nuova scuola slovacca. Si impegnò a risolvere realisticamente la questione slovacca, richiedendo l'uguaglianza per tutte le nazioni del Regno d'Ungheria. Sostenne il suffragio universale senza restrizioni di censo o di istruzione. Organizzò una petizione per proporre un vescovo slovacco come successore di Štefan Moyzes sulla cattedra di Banská Bystrica. Fu un mecenate della stampa e degli studenti slovacchi. Promosse l'istituzione del Circolo Cattolico di Skalica e svolse un ruolo importante nel movimento dei hlasisti nella regione di Záhorie. 
Contribuì a numerosi periodici come Concordia, Cyril a Method, Černokňažník, Kazateľňa, Katolícke noviny, Lipa, Pešťbudínske vedomosti, Sokol, Slovenské Noviny, di cui fu caporedattore dal 1872. Scrisse anche su giornali tedeschi firmandosi con gli pseudonimi di Slanický, Záhorec, Ivan Dusarov e Ján Mallý - Dusarov. Oltre ad articoli religiosi, fu autore anche di versi, riflessioni filosofiche, pezzi umoristici, storielle morali e traduzioni. Fu uno dei più importanti giornalisti slovacchi nel periodo della prima Matica slovenská e contribuì alla nascita del moderno stile giornalistico slovacco. 
Negli ultimi anni si dedicò esclusivamente alle attività religiose. Nel 1882 divenne cameriere di Sua Santità, nel 1885 canonico di Bratislava, nel 1888 canonico di Esztergom. Lasciò il suo impegno politico, ma continuò a sostenere il movimento patriottico nella sua nativa Skalica, dove costruì a sue spese la cappella Dusarov, oggi scomparsa. 
Morì il 19 settembre 1902 a Esztergom e vi fu sepolto.